# Шатле (Мен и Лоара)
Шатле (фр. Châtelais) насеље је и општина у западној Француској у региону Лоара, у департману Мен и Лоара која припада префектури Сегре.
По подацима из 2011. године у општини је живело 640 становника, а густина насељености је износила 27,03 становника/km². Општина се простире на површини од 23,68 km². Налази се на средњој надморској висини од 90 метара (максималној 102 m, а минималној 26 m).

## Демографија
| 1962. | 1968. | 1975. | 1982. | 1990. | 1999. | 2011. |
| ----- | ----- | ----- | ----- | ----- | ----- | ----- |
| 733   | 765   | 738   | 727   | 664   | 576   | 640   |

График промене броја становника у току последњих година